# Кутузов, Дмитрий Сергеевич
Дмитрий Сергеевич Кутузов (1921 — ? (после 1994)) — советский горный инженер, лауреат Ленинской премии 1961 года.
В 1947 году окончил Московский институт цветных металлов и золота. 
Работал в Казахской ССР инженером, главным инженером Лениногорского рудника, начальником ПТО Лениногорского полиметаллического комбината.
С 1968 года начальник отдела горных работ технического управления Министерства цветной металлургии СССР (Москва). Возглавлял Государственные комиссии по приёмке в эксплуатацию новых рудников.
Лауреат Ленинской премии 1961 года в составе авторского коллектива — за разработку и внедрение системы принудительного блокового обрушения на рудниках Лениногорского ПМК (был одним из авторов системы).
Последняя публикация датирована 1994 годом.
Сочинения:
- Кутузов, Д . С. Из опыта взрывных работ при массовой отбойке руды в блоках. Труды Ин-та горного дела (Акад. наук Казах. ССР) том I, 1956, с. 69-76.
- Д. С. Кутузов , З. Б. Алборов , И. А. Бабич . Опыт отбойки руды минными зарядами на Лениногорском руднике . Горн . журнал , No 4 , 1960 .
- Кутузов Д. С., Толчинская Ф. С. Влияние конструктивных элементов блока на величину потерь и разубоживания // Бюлл. «Цв.металлургия». 1965 — № 3.-С.42-44.
- Поздняков, 3. Г. и Кутузов, Д. С. Водонаполненные взрывчатые вещества, их свойства и опыт применения.
- Современное состояние горнодобывающей промышленности Канады / Кутузов Д. С., Головачев Н. К. М — «Цветная металлургия», 1970, № 24, с. 14-18.
- Шварц Ю. Д., Семигин Р. И., Зицер И. С., Кутузов Д. С. Безотходное горно-обогатительное производство на базе подземных комплексов // Горный журнал. — 1992. — № 9. — С. 20—23.
- Шварц Ю. Д., Кутузов Д. С., Зицер И. С. Эколого-экономическая эффективность подземных комплексов по добыче и переработке полезных ископаемых // Цветная металлургия. 1994. № 8. С. 3-9.